# Hofanlage Schönemoorer Dorfstraße 61
Die Hofanlage Schönemoorer Dorfstraße 61 in Ganderkesee-Schönemoor an einen Stichweg wurde am Anfang des 20. Jahrhunderts gebaut.
Das Hauptgebäude wird wohl als Wohnhaus genutzt.
Die Gebäude stehen unter Denkmalschutz (siehe auch Liste der Baudenkmale in Ganderkesee).

## Beschreibung
Die Hofanlage besteht aus:
- dem eingeschossigen großen giebelständigen Wohn- und Wirtschaftsgebäude von 1910 mit verklinkerten und verzierten Außenwänden als Vierständer-Hallenhaus mit Satteldach, segmentbogigen Öffnungen, geschossteilenden Zahnschnittfriesen und ansteigenden Treppenfriesen,
- der Fachwerkscheune aus dem frühen 20. Jahrhundert, teils mit Steinausfachungen und teils verbrettert, mit Walmdach, zwei Querdurchfahrten sowie auf jeder Schmalseite einem Schuppenanbau mit Pultdach und
- dem um 1910 gebauten Hühnerstall aus Backstein mit Satteldach sowie segmentbogiger Tür im Giebel und rundbogigen Fenstern an den Längsseiten.

Die eher seltenere, aber komfortablere Bauweise als Vierständerhaus, eine Weiterentwicklung des Zweiständerhauses, wurde von wohlhabenderen Bauern ausgewählt.
Das Niedersächsische Landesamt für Denkmalpflege befand: „… geschichtliche Bedeutung … als beispielhaftes Hallenhaus ….“